# سودابه داوران
سودابه داوران استاد شیمی و محقق برجسته اهل تبریز است. وی به دلیل فعالیت‌های پیشگامانه در زمینه نانوفناوری پزشکی، جوایز علمی متعددی دریافت کرده است و از جمله برندگان چهارمین دوره جایزه کمک به علوم و فناوری نانو یونسکو در سال 2015 بوده است.
وی استاد بیومواد دارویی و نانوتکنولوژی دارویی در دانشگاه علوم پزشکی تبریز است و مدیر دپارتمان نانوفناوری پزشکی این دانشگاه می‌باشد.
1. 1.     1. دستاوردها

- دریافت جایزه یونسکو در علوم نانو (2015) در مراسمی واقع در پاریس.
متاسفانه چندین مقاله علمی ایشان به علت تقلب علمی و عدم رعایت اخلاق در پژوهش ابطال گردید
1. 1.     1. پیوند به بیرون

- بانوی ایرانی جایزه علمی یونسکو را برد/ تبریک خانم دکتر به زبان آذری
- صفحه سودابه دوران در دانشگاه علوم پزشکی تبریز

1. ↑  «خانم دکتر سودابه داوران برنده «جایزه کمک به علوم و فناوری نانو»». وزارت علوم، تحقیقات و فناوری. ۲۰۱۵. دریافت‌شده در ۲۰۱۵-۰۴-۱۷.
2. ↑  «استاد ایرانی، برنده جایزه یونسکو در علوم نانو شد». خبرگزاری ایسنا. ۲۰۱۵. دریافت‌شده در ۲۰۱۵-۰۴-۱۷.
3. ↑  «استاندار آذربایجان شرقی از دانشمند بزرگ تبریزی تجلیل کرد». مهرنیوز. ۲۰۱۵. دریافت‌شده در ۲۰۱۵-۰۴-۱۷.